# جيريمي فريك
جيريمي فريك هو لاعب كرة قدم سويسري في مركز حراسة المرمى، ولد في 8 مارس 1993 في جنيف في سويسرا. لعب مع نادي سيرفيت.

## وصلات خارجية
- جيريمي فريك على موقع الاتحاد الأوربي (الإنجليزية)
- جيريمي فريك على موقع قاعدة بيانات كرة القدم.إي يو (الإنجليزية)
- جيريمي فريك على موقع Soccerway.com (الإنجليزية)
- جيريمي فريك على موقع عالم كرة القدم.نت (الإنجليزية)
- جيريمي فريك على موقع AS.com (الإسبانية)